# 關門橋
關門橋（日语：／ Kanmon kyō */?）是日本山口縣下關市與福岡縣北九州市門司區間橫跨關門海峽的道路橋名稱，同時亦是包含此橋梁區間的高速公路（高速自動車國道）的通稱。

## 概說

### 橋梁
於1973年完工通車，超過當時若戶大橋成為日本最長的橋梁（直至1983年因島大橋開通）。型式為標準的吊橋，獲得1973年度土木學會田中賞（作品部門）。

### 高速公路
包含橋梁前後區間的下關IC - 門司IC間高速道路法定路線名為關門自動車道，正式上不屬於中國自動車道和九州自動車道，是「國土開發幹線自動車道以外的指定高速公路」。路段內的距離標識IC編號為吹田JCT（中國自動車道起點）計算，在一般道路上各IC資訊標識亦表示為「中國自動車道、九州自動車道」而非「關門橋、關門自動車道」。但是地圖標記為「關門橋」、「關門自動車道」或「關門橋道路」。
此道路是唯一在水面上橫跨關門海峽的陸上交通網（山陽本線、國道2號、山陽新幹線都使用海底隧道），是構成亞洲公路1號線「AH1」的一部分。下關IC - 門司港IC為單向側3車道。高速公路編號的路線編號與中國自動車道共同編為「E2A」。

## 交流道
- 交流道（IC）編號欄的背景色為■顯示該部分道路已經啟用。設施名欄的背景色為■顯示該部分設施尚未啟用。未開通路段的名稱皆為臨時名稱。
- 智能交流道（SIC）以背景色■顯示。
- 巴士站（BS），○/●為使用中，◆為停用中設施。無標示者為沒有巴士站。
新見IC與東城IC為◎。此代表該BS屬於併設本高速公路的IC設備，其BS休止中，而IC相鄰位置設置設施遠備IC設備的BS則使用中。然而實際使用上視為相同。
- IC為交流道的簡寫，SIC為智能交流道的簡寫，JCT為公路分岔點（日语：ジャンクション (道路)）的簡寫，SA為服務區的簡寫，PA為停車區（日语：パーキングエリア）的簡寫，BS為巴士站的簡寫。
- 下關IC - 門司港IC為止的IC編號沿用中國自動車道的編號，門司IC為九州自動車道的IC編號。

| IC 編號          | 中文設施名   | 日文設施名 | 英文設施名 | 接續路線名                                     | 吹田 起計 （公里） | 下關 起計 （公里） | BS | 備註                          | 所在地                 | 所在地                 |
| ---------------- | ------------ | ---------- | ---------- | ---------------------------------------------- | ------------------ | ------------------ | -- | ----------------------------- | ---------------------- | ---------------------- |
| E2A 中國自動車道 |              |            |            |                                                |                    |                    |    |                               |                        |                        |
| 37               | 下關IC       |            |            | 山口縣道57號下關港線 山口縣道258號武久椋野線   | 540.1              | 0.0                |    |                               | 山口縣 下關市          | 山口縣 下關市          |
| -                | 下關壇之浦BS |            |            | -                                              | 541.1              | 1.0                | ◆  |                               | 山口縣 下關市          | 山口縣 下關市          |
| -                | 壇之浦PA     |            |            | -                                              | 541.7              | 1.6                |    | 只限下行線                    | 山口縣 下關市          | 山口縣 下關市          |
| -                | 和布刈PA     |            |            | -                                              | 543.1              | 3.0                |    | 只限上行線 門司港IC起不可使用 | 福岡縣 北九州市 門司區 | 福岡縣 北九州市 門司區 |
| 38               | 門司港IC/BS  |            |            | 福岡縣道72號黑川白野江東本町線                 | 544.4              | 4.3                | ◆  | 下關JCT方向出入口             | 福岡縣 北九州市 門司區 | 福岡縣 北九州市 門司區 |
| 1                | 門司IC       |            |            | 北九州高速4號線 福岡縣道72號黑川白野江東本町線 | 549.5              | 9.4                |    |                               | 福岡縣 北九州市 門司區 | 福岡縣 北九州市 門司區 |
| E3 九州自動車道  |              |            |            |                                                |                    |                    |    |                               |                        |                        |

## 歷史
- 1973年（昭和48年）11月14日 - 完工通車。與中國自動車道、北九州道路連接
- 1984年（昭和59年）3月27日 - 與九州自動車道連接

## 照片集

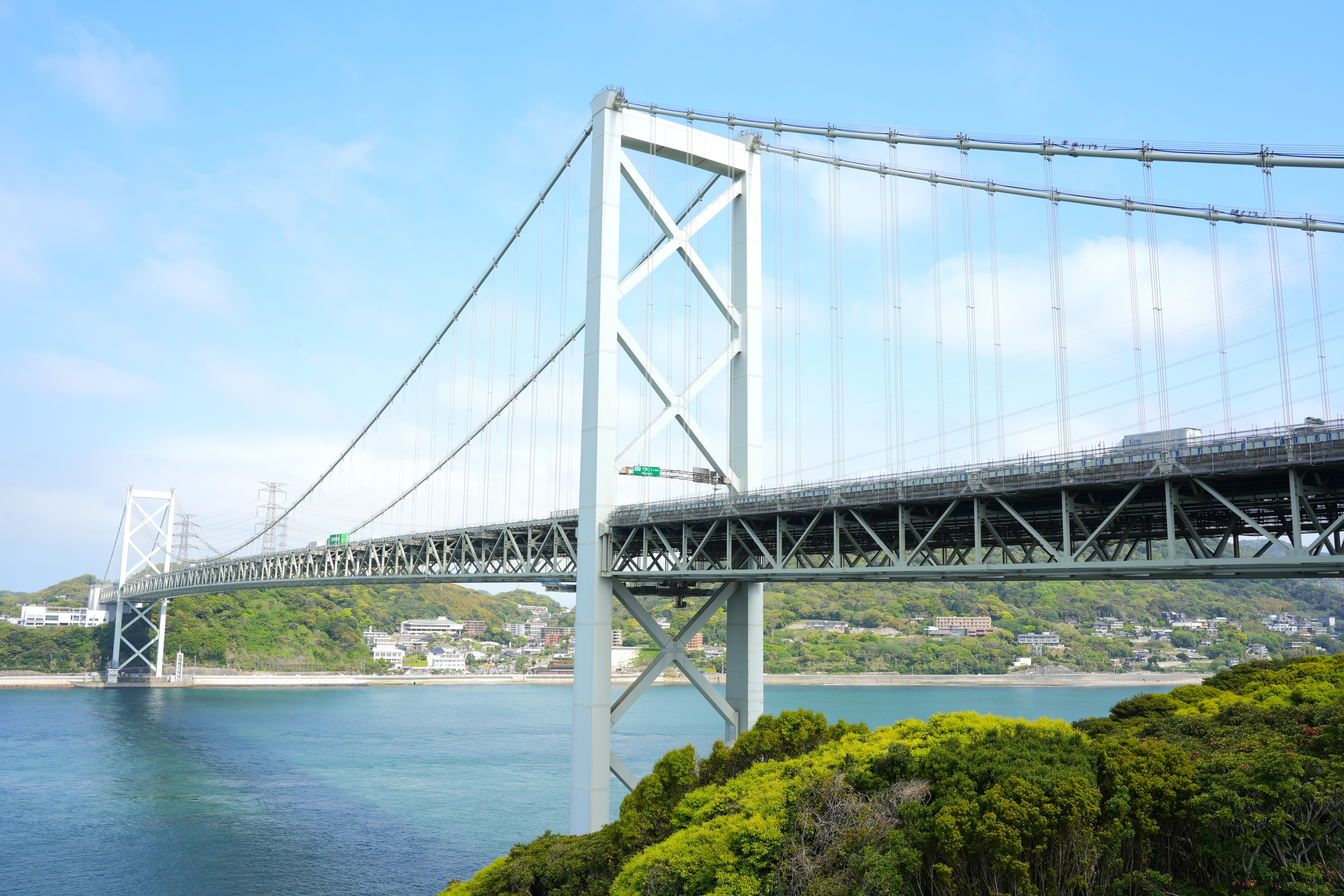
關門橋(和布刈休息區角度拍攝)
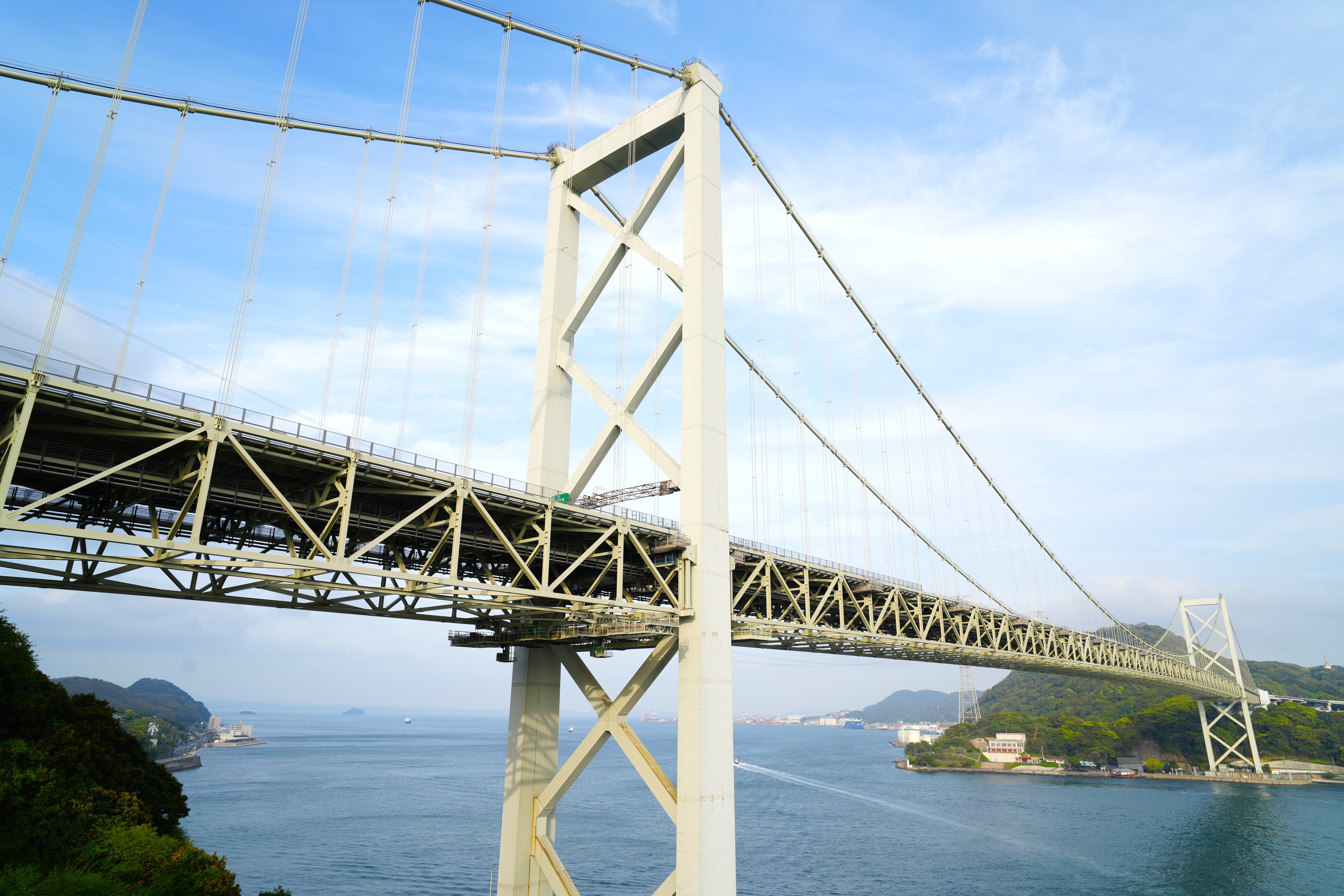
關門橋(壇之浦休息區角度拍攝)
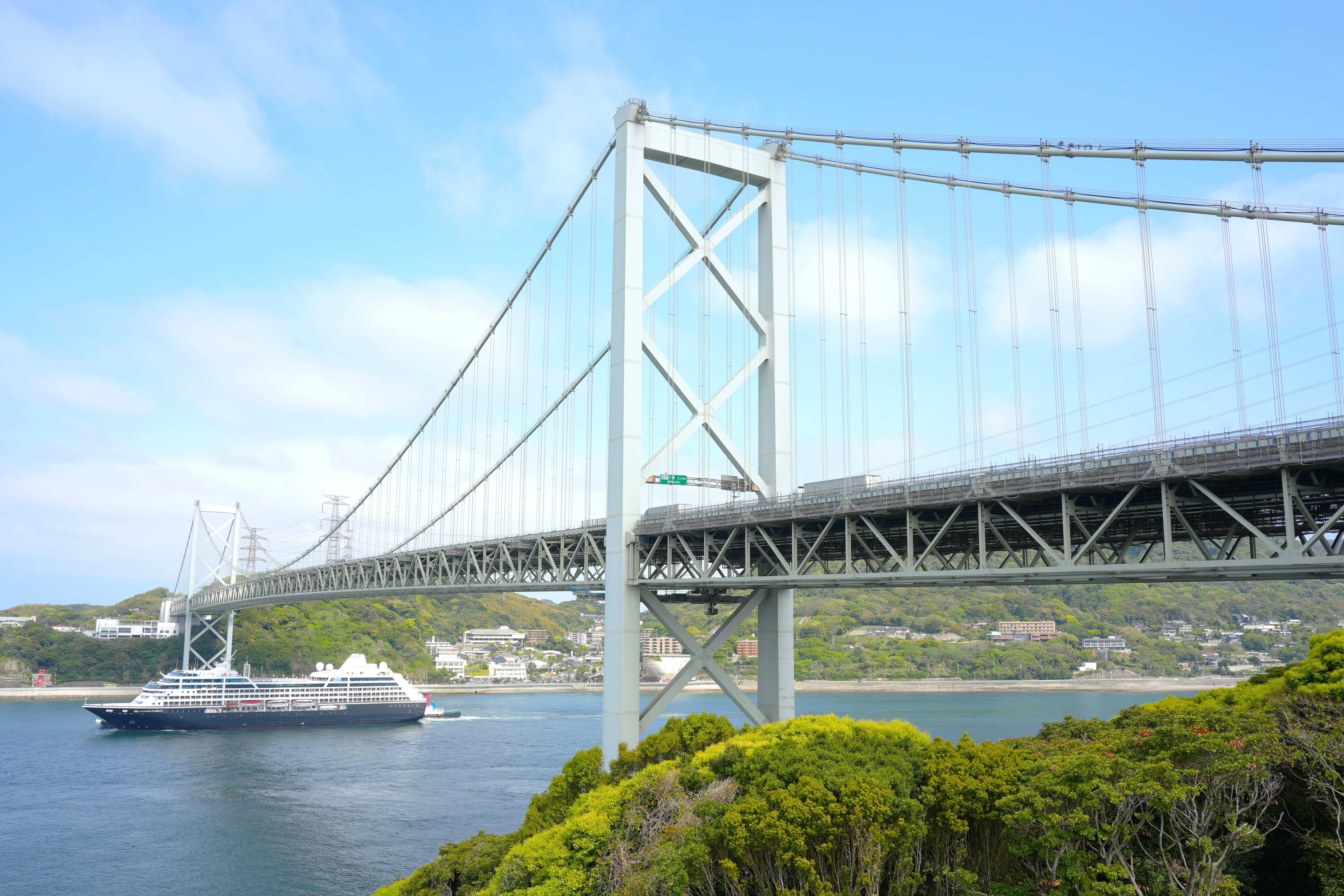
關門橋與底下行駛的船隻

## 路線狀況

### 道路管理者
- 西日本高速公路（全區間由九州支社下關管理事務所管理）

### 交通量
平日24小時交通量（平成17年度道路交通服務）
- 下關IC～山口縣、北九州市境　28,837輛
- 門司港IC～門司IC　26,446輛

## 地理

### 通過自治體
- 山口縣
  - 下關市
- 福岡縣
  - 北九州市門司區

### 連接高速公路
- E2A 中國自動車道（下關IC（日语：下関インターチェンジ）直通）
- E3 九州自動車道（門司IC（日语：門司インターチェンジ）直通）
- 北九州高速4號線（門司IC接續）

## 發行物
- 1973年11月14日：發行面額20圓之關門橋通車紀念郵票。

## 相關項目
- 日本高速公路列表
- 中國地方道路列表
- 九州地方道路列表
- 關門隧道
- 亞洲公路1號線

## 外部連結
- 西日本高速道路株式會社 （页面存档备份，存于）
- 関門橋 （页面存档备份，存于） - 山口県の旅行・観光情報 おいでませ山口へ （页面存档备份，存于）（一般社團法人 山口縣觀光聯盟）
- 関門橋 - JRおでかけネット（西日本旅客鐵道株式會社 （页面存档备份，存于））